# Ivan Ivarson

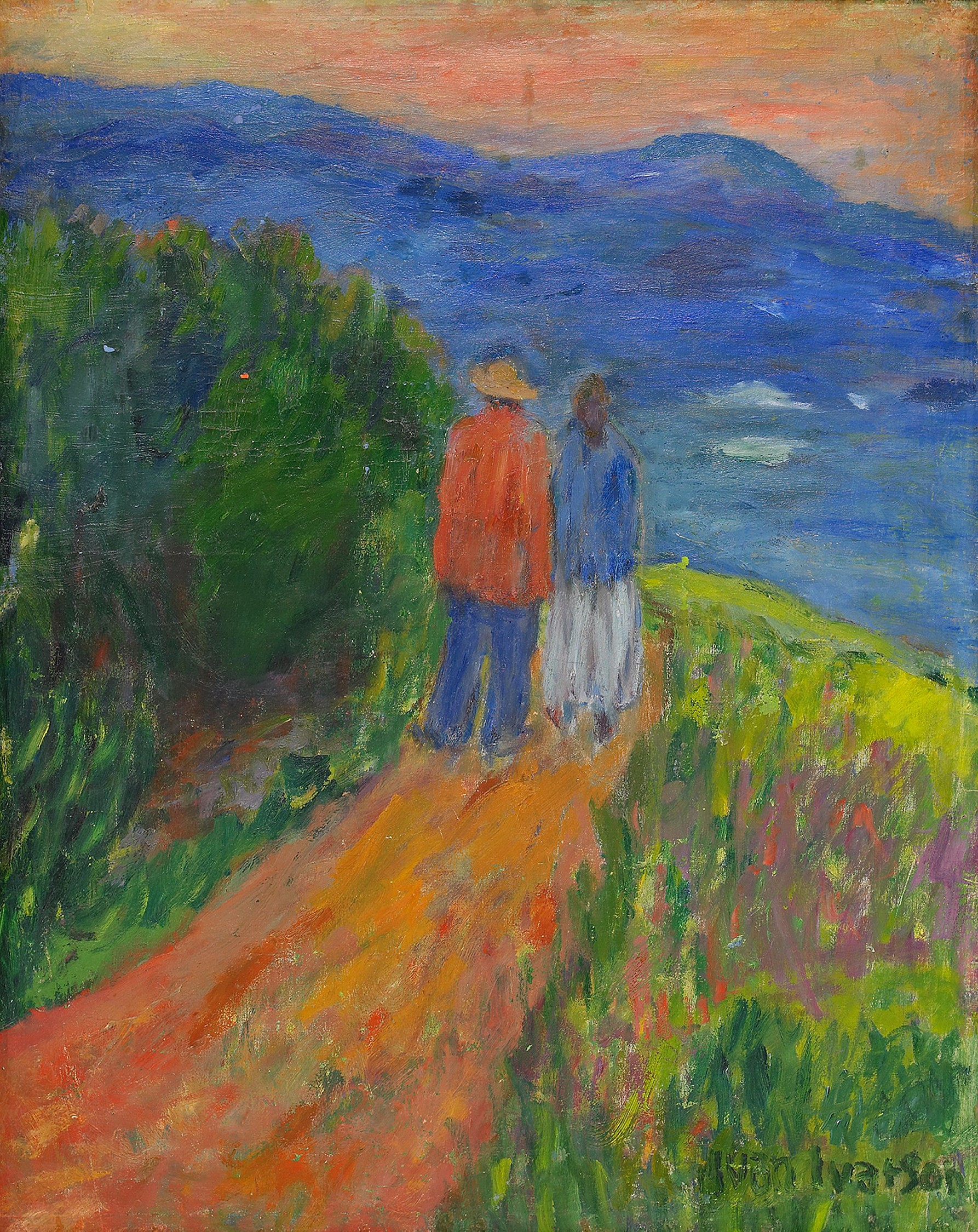
Strandpromenad

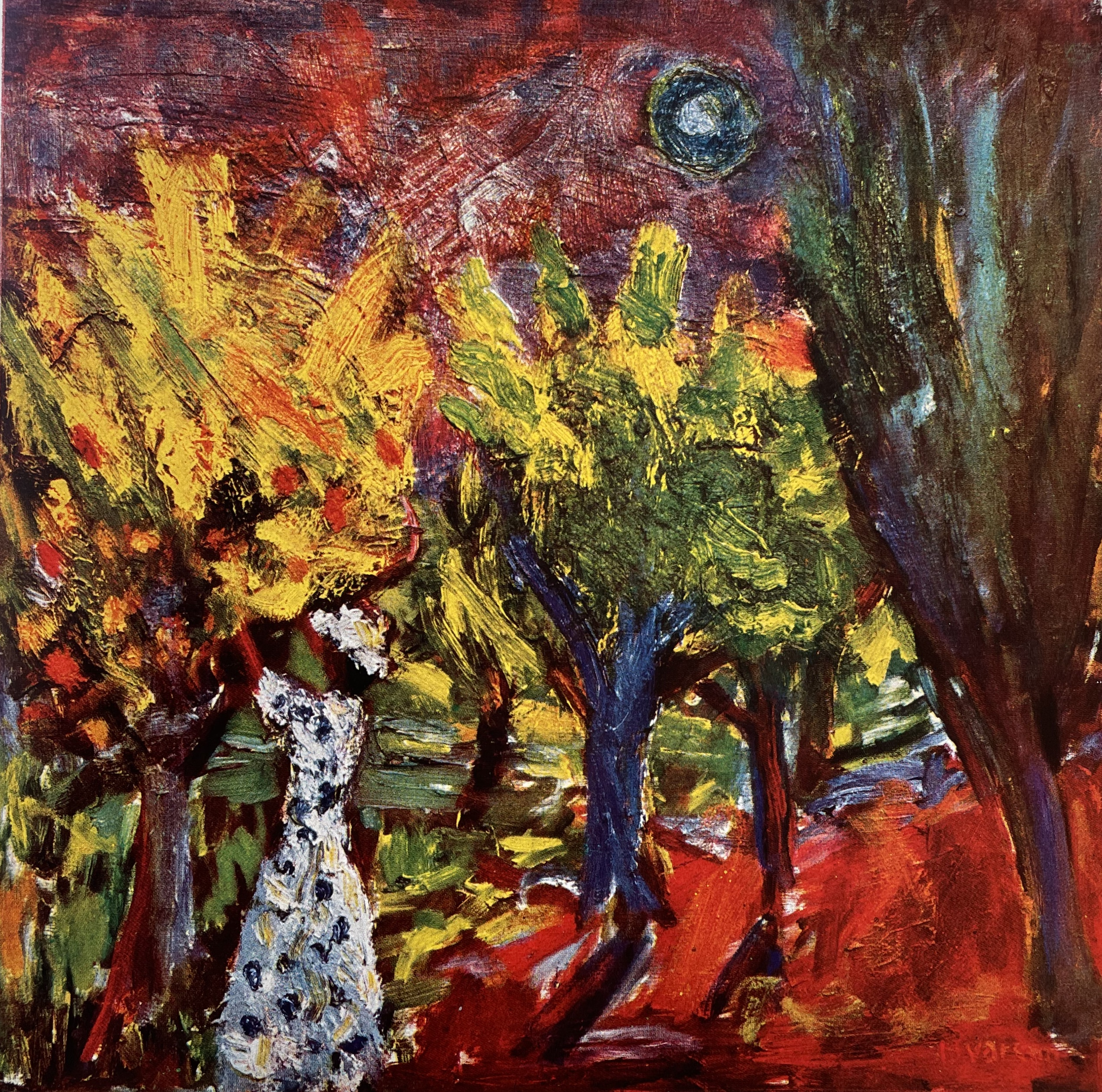
Före åska, oljemålning från 1935. Storlek 60 x 60 cm.

Ivan Ivarson, född 20 juli 1900 på Stampgatan i Kristine församling, Göteborg, död 28 juni 1939 i Courbevoie, nordväst om Paris, var en svensk målare, tecknare och grafiker.

## Biografi
Ivarson räknas som en av Göteborgskoloristerna. Han var medlem i gruppen Färg och Form, Stockholm. Han studerade vid Valands målarskola i Göteborg 1922–1925, under Tor Bjurström, och bodde vid denna tid i familjens villa i Hagen i Långedrag.
Vid studieresor i Frankrike och Italien 1927–1928 blev han inspirerad av Pierre Bonnards måleri. År 1929 flyttade han till Helsingör och målade i Carl Kylbergs ateljé. Från 1930 var han verksam i främst Göteborg och Bohuslän och under kommande period formas hans karaktäristiska måleri. Han entusiasm för färger kan sammanfattas med det påstådda citatet "Jag skulle vilja äta färg". Konstnärskapet kan betecknas som naivt expressionistiskt där motiven främst var landskap, hamnar och speciellt blommor. Han medverkade i många utställningar men blev aldrig allmänt erkänd under sin livstid mer än i mindre grupper. Ivarson brukar nämnas som en av våra främsta kolorister.
Ivarson drabbades av depressioner och utvecklade alkoholism, där tavlor ibland byttes mot alkohol. Det fanns dock lyckliga perioder speciellt en målarperiod 1935 i avskildhet med son och hustru på Stenungsön, utanför Stenungsund. Han bodde sina sista år i Frankrike. 
Ivan Ivarsons stora utställningskatalog 1975 innehöll 147 verk, varav 82 var oljemålningar, 59 var teckningar och akvareller och 6 var grafiska produktioner. En konstutställning med 60-talet verk genomfördes på Göteborgs konstmuseum under hösten och vintern 2010–2011.
Ivarson är representerad vid bland annat Göteborgs konstmuseum, Norrköpings konstmuseum  och Nationalmuseum. En föreläsningssal i Göteborgs Universitets lokaler i Medicinarelängan vid Medicinaregatan i Göteborg är uppkallad efter Ivarson. Han är begravd på Västra kyrkogården i Göteborg.

### Familj
Hans föräldrar var packmästare (förre månadskarlen) Ivar Johansson och Hulda Johansson, född Jonsson. Ivarson gifte sig den 21 april 1928 i Paris med skulptören Märta Taube, och de fick sonen Per i augusti samma år.